# Castellers de Barcelona

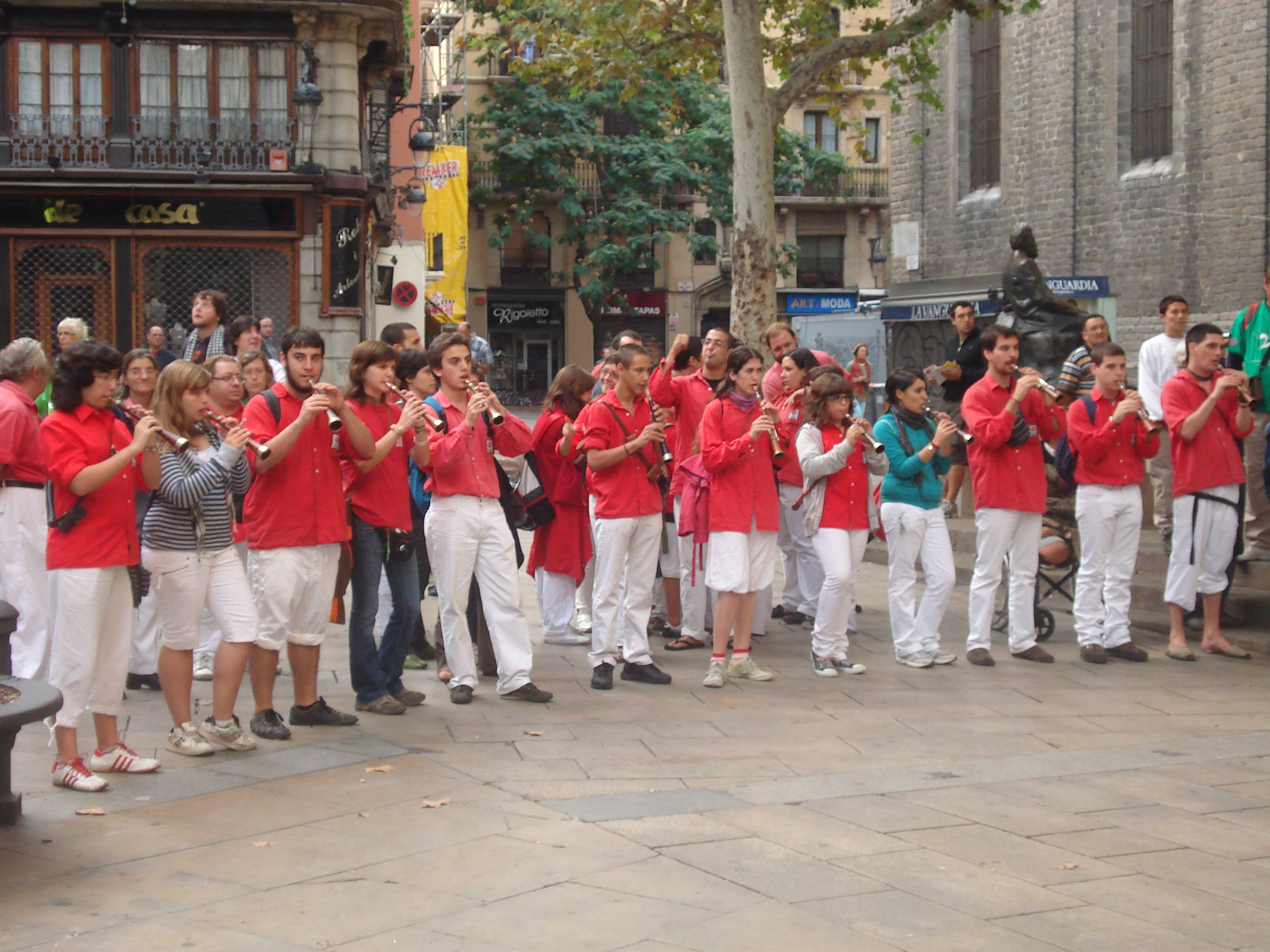
Grallers de los Castellers de Barcelona

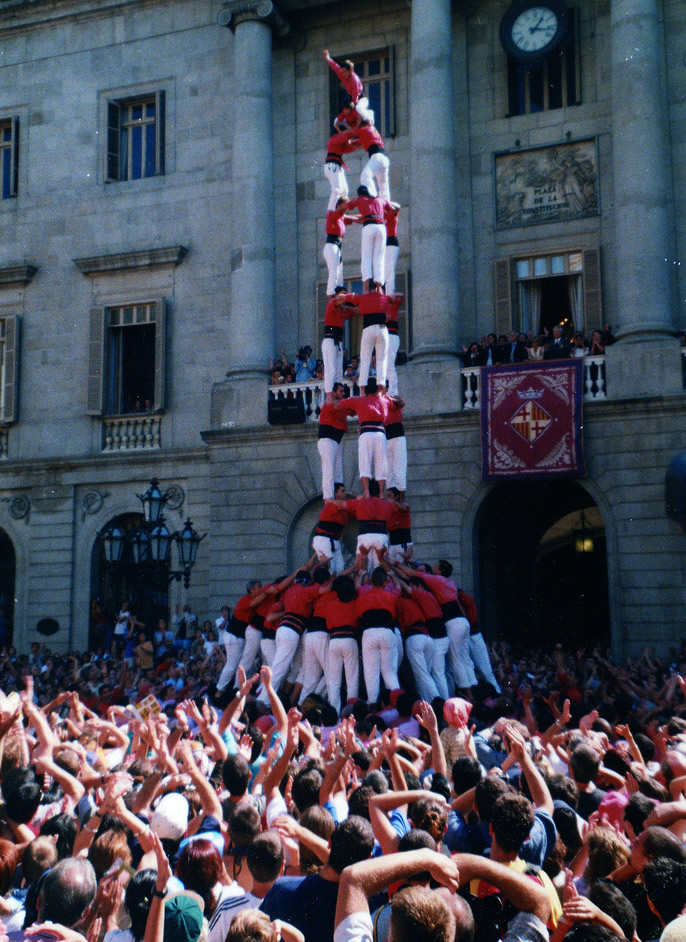
Plaza de San Jaime, 2001

Los Castellers de Barcelona son una "colla" castellera fundada el año 1969 en Barcelona (Cataluña). La fiesta más importante para la "colla" (formación, equipo) se celebra el domingo más próximo a La Merced (24 de septiembre), en la plaza de San Jaime de Barcelona. Su camisa es la camisa de color rojo y su local social se encuentra en la calle Bilbao, 212 (esquina con Concilio de Trento). No es la única colla castellera de Barcelona, la ciudad cuenta con diez collas activas en la actualidad.

## Historia

### 1969-2010: El nacimiento de a colla Barcelonesa
El 8 de junio de 1969 los Castellers de Barcelona levantaban su primer pilar de 4 en Vendrell, durante el acto de inauguración del monumento a los Castellers, que en aquellos momentos se erigía en Coma-ruga.
La colla retomaba las camisas rojas de sus predecesores inmediatos en Barcelona, el Cuerpo de Castellers de Ballets de Cataluña, del que algunos integrantes formaron parte del núcleo promotor de la nueva agrupación, junto con otros componentes venidos principalmente del Panadés.
Rápidamente, la colla alza sus primeros castillos de 7 pisos, y consigue integrar, no sin dificultades, la actividad castellera a la ciudad. Así, si los primeros años de la década de los 70 los traía a lograr los primeros 4 de 7 y 3 de 7; el 1974 descargaban su primer 4 de 7 con la aguja, el 1978 el 5 de 7, y el 1979 la torre de 7.
El inicio de la década de los 80 trajo la colla a cargar (1981) y descargar (1982) su primer castillo de 8 pisos: el 4 de 8. Asimismo, su nivel seguía aumentando y lograron cargar el pilar de 6 aquel mismo año.
La progresión castellera se acompañó del crecimiento social de la entidad, hecho que culminaría con la inauguración de un nuevo local de ensayo, situado en la calle Rossend Nobas 33, delante de los jardines que hoy traen el nombre de Jardines de los Castellers en honor suyo.
Sin embargo, la temporada siguiente (2010), buena parte de los componentes de la agrupación que venían de Santa Coloma de Gramanet decidieron escindirse por crear su propia colla castellera, provocando un notable descalabro en los Castellrs de Barcelona.

### 1986-1997: Reanudación y consolidación
Fue pues la hora de reiniciar buena parte del trabajo llevado a término los años anteriores para recuperar los castillos que se consideraban logrados. En dos años los Castellers de Barcelona recuperaron el nivel anterior, descargando el 4 de 8, pero no lograron progresar significativamente hasta el comienzo de la década de los 90.
Por las fiestas de la Merced de 1993, la colla cargó su primer 3 de 8, que marcó el inicio de una etapa de constante progresión, que los traería a medio plazo a descargar castillos de 9 pisos. Un año más tarde pues, descargaban el mismo 3 de 8. En 1995 descargaban la torre de ocho con folre, el castillo que abría la puerta a las construcciones folradas, un paso decisivo por lograr la categoría superior. El mismo año cargaban por primera vez el 5 de 8, que no descargarían hasta el 2003, convirtiéndose en la pesadilla de la colla durante aquellos años. Hace falta mencionar que el mismo año 95, la colla intentó en el Rabal de Montserrat de Tarrasa el 3 de 8 levantado por debajo, castillo inédito al siglo XX hasta aquellos momentos. El castillo no se cargó por muy pocos segundos, pero patentizó que era posible y pocos años después, la Colla Vella dels Xiquets de Valls hacía historia convirtiéndose en la única que lo ha conseguido hasta ahora en todo el siglo.
Desde la temporada 1997, los Castellers de Barcelona publican el URC (Una Revista Castellera), que trata de las actividades y la historia de la propia colla, así como de diferentes aspectos del mundo casteller y de la ciudad de Barcelona.

### 1998-2005: Los castillos de 9

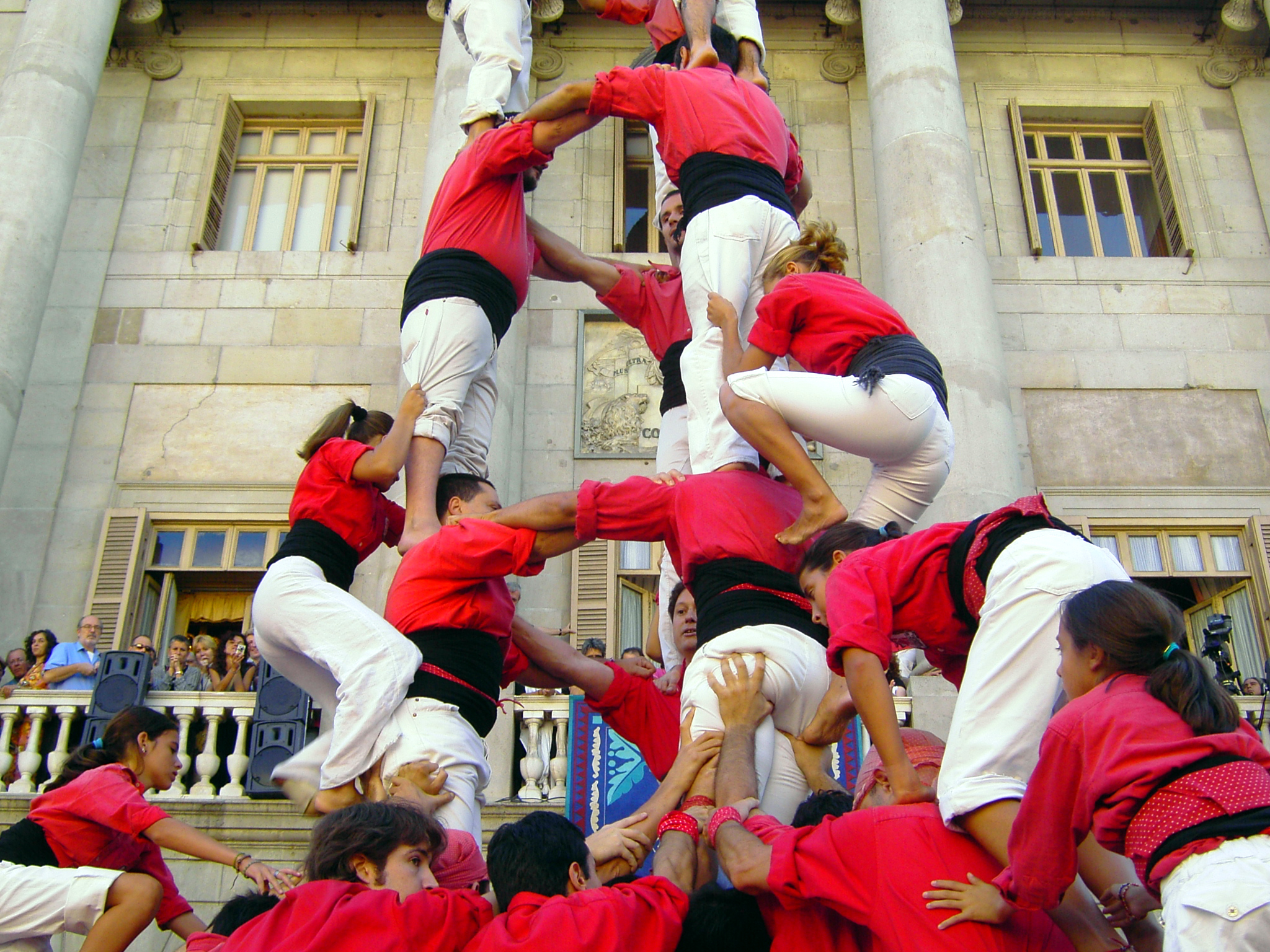
Plaza de San Jaime, 2004

Pese a que durante los años 1996 a 1998 la colla mantuvo su nivel con dificultades, este periodo se cerró con un éxito brillante, digno de abrir la época más brillante de la entidad: el primer 4 de 9 con folro cargado. El escenario fue la Plaza Vieja de Tarrasa, el mismo día (22 de noviembre) y lugar en que los Miñones de Tarrasa descargaban el primer 3 de 10 con folre y manillas de la historia.
A partir de aquella temporada, los Castellers de Barcelona han encadenado las temporadas logrando castillos de 9. Por la Merced de 1999 descargaban el mismo 4 de 9 con folre. El año siguiente cargaban el 3 de 9 con folre, que descargaban el 2001. Aquel año 2000, también recuperaron el pilar de 6, que no cargaban desde el 1982, y añadieron un piso al pilar por cargar el pilar de 7 con folre. El 2003 es la temporada más brillante de la organización, cuando logra su mejor actuación por las fiestas de la Merced, consiguiendo repetirla al barrio de las Cortes un par de semanas más tarde: 3 de 9 con folre, 5 de 8 i 2 de 8 con folre descargados.
El año 2000 la agrupación recibió la Medalla de Honor de Barcelona y dos años más tarde (3 de diciembre de 2002), por su trayectoria castellera y cívica, los Castellers de Barcelona serían distinguidos con el Premio Cruz de San Jorge por la Generalidad de Cataluña.

### 2006 en adelante
El año 2006 acontece histórico por varios motivos. Después de veinte años en el local de la C/Rossend Nobas, la colla estrena un nuevo local propio en la C/Bilbao con Concilio de Trento. El nuevo local aparte de ser mucho más grande que el anterior, cuenta con mejores condiciones para la práctica de castillos, vida social y otras actividades de la organización castellera. Esta temporada se inicia con dos torres de ocho con folre cargadas (Nou Barris y Mataró), bastantes 4 de 8 y un 3 de 8 que se estrena en las fiestas de la Mercè. El objetivo de la temporada pasa a ser descargar la torre de ocho, castillo que finalmente sólo se pudo cargar en Cornellá de Llobregat, y el 4 de 9 con folre que finalmente no se intentó en plaza. Así pues se cierra un periodo de siete años descargando el 2 de 8 con folre y realizando al menos un castillo de nueve pisos.
La temporada siguiente la colla vuelve a trabajar desde el primer momento el 4 de 8 levándolo a plaza de manera regular a comienzos de año. En mayo se consigue tener un 2 de 7 seguro y un mes más tarde se logra también el 3 de 8. Estos tres castillos son descargados a plaza de manera frecuente y a la Merced se trae a plaza tanto el 2 de 8 con folre (queda en cargado) como el 4 de 9 con folre. Este se intenta en dos ocasiones pero quedan en intentos desmontados por indecisión de los niños. Al día siguiente a la actuación de las collas locales se logra descargar el 2 de 8 con folre. Al tramo final de la temporada la colla tiene dos objetivos claros; hacer el máximo de torres folradas y el 4 de 9 con folre. El primero se salda con dos torres de ocho más descargadas (Las Corts y Villafranca del Panadés) y una cargada (Tarragona). El otro objetivo por carencia de efectivos no se puede intentar hasta la última fiesta de la temporada en Tarrasa. Por motivos históricos (en esta misma fiesta la colla hizo su primer castillo de nueve y fue precisamente el 4 de 9f), Barcelona está convencida de que el nuevo ciclo de castillos de nueve puede volver a empezar allá. Finalmente en el Rabal de Montserrat se consigue cargar en primera ronda el 4 de 9 con folre y ya como colla de nuevo, cierra la actuación descargando otro 2 de 8f, el 3 de 8 y un pilar de 5.

## Organización
De acuerdo con la organización general de los Castellers de Barcelona, la colla está regida por dos órganos básicos que la dirigen: una junta administrativa y una comisión técnica (equipo técnico o simplemente la técnica).
El equipo técnico se ocupa de los ensayos y de todas las construcciones castelleras. El máximo responsable es el/la cabo de colla (capataz). Lo acompañan en esta tarea diversos asesores técnicos. De este núcleo dependen cuatro equipos: el equipo de los chiquillos, el equipo de piñas y folres, el equipo de pilares y el equipo de tronco. Cada uno de ellos es a la vez responsable de la logística, la información técnica, y el ensayo respectivamente.
La junta por su parte se ocupa de la administración diaria de la colla, además se encarga de la conservación el patrimonio de la agrupación y de representarla públicamente. El máximo responsable es el presidente. Este cuenta con un vicepresidente y seis áreas temáticas: Relaciones públicas, secretaría, finanzas y patrimonio, documentación, marketing y dinamización. 

### Organigrama actual
Lista de los responsables de la Colla escogidos en la 'Asamblea General Ordinaria de enero del 2008:

#### Junta
- Cap de Colla: Eduard Paris
- Presidente: Toni Mañané
- Área de Relaciones Públicas: Alver Rius
- Área de Secretaría: Lourdes Clemente
- Área de Finanzas y Patrimonio: Eduard Solagran
- Área de Documentación: Óscar Montserrat
- Área de Márketing: Alex Rubia

#### Técnica
- Cap de Colla: Eduard Paris
- Cap de Tronco:lara
- Cap de Piñas: Frederic Planes
- Cap de Chiquillos: Eva Calatayud
- Consejo de Sabios: Josep Sala, Jaume Montolio, Joan Penas, Frederic Planas, Sergi Renedo i Sergi Brió

## Todas les temporadas, 1969-2007
D: Descargado, C: Cargado
| Castillo | 4/7 | 4/7 | 3/7 | 3/7 | 4/7a | 4/7a | 5/7 | 5/7 | 3/7aps | 3/7aps | 9/7 | 9/7 | 2/7 | 2/7 | 4/8 | 4/8 | 3/8 | 3/8 | 1/6 | 1/6 | 2/8f | 2/8f | 5/8 | 5/8 | 1/7f | 1/7f | 4/9f | 4/9f | 3/9f | 3/9f |                |    |
| -------- | --- | --- | --- | --- | ---- | ---- | --- | --- | ------ | ------ | --- | --- | --- | --- | --- | --- | --- | --- | --- | --- | ---- | ---- | --- | --- | ---- | ---- | ---- | ---- | ---- | ---- | -------------- | -- |
| Año      | D   | C   | D   | C   | D    | C    | D   | C   | D      | C      | D   | C   | D   | C   | D   | C   | D   | C   | D   | C   | D    | C    | D   | C   | D    | C    | D    | C    | D    | C    | Nª actuaciones |    |
| 1969     |     |     |     |     |      |      |     |     |        |        |     |     |     |     |     |     |     |     |     |     |      |      |     |     |      |      |      |      |      |      | 5              |    |
| 1970     |     |     |     |     |      |      |     |     |        |        |     |     |     |     |     |     |     |     |     |     |      |      |     |     |      |      |      |      |      |      | 10             |    |
| 1971     | 2   |     | 1   |     |      |      |     |     |        |        |     |     |     |     |     |     |     |     |     |     |      |      |     |     |      |      |      |      |      |      | 16             |    |
| 1972     | 2   |     | 1   | 1   |      |      |     |     |        |        |     |     |     |     |     |     |     |     |     |     |      |      |     |     |      |      |      |      |      |      | 17             |    |
| 1973     | 1   |     |     | 1   |      |      |     |     |        |        |     |     |     |     |     |     |     |     |     |     |      |      |     |     |      |      |      |      |      |      | 19             |    |
| 1974     | 3   |     | 1   | 1   | 1    |      |     |     |        |        |     |     |     |     |     |     |     |     |     |     |      |      |     |     |      |      |      |      |      |      | 16             |    |
| 1975     | 2   | 1   |     | 2   |      |      |     |     |        |        |     |     |     |     |     |     |     |     |     |     |      |      |     |     |      |      |      |      |      |      | 30             |    |
| 1976     | 1   | 1   | 1   |     |      |      |     |     |        |        |     |     |     |     |     |     |     |     |     |     |      |      |     |     |      |      |      |      |      |      | 33             |    |
| 1977     | 3   |     | 7   |     | 2    |      |     |     |        |        |     |     |     |     |     |     |     |     |     |     |      |      |     |     |      |      |      |      |      |      | 30             |    |
| 1978     | 3   |     | 4   |     |      | 1    | 2   |     |        |        |     |     |     |     |     |     |     |     |     |     |      |      |     |     |      |      |      |      |      |      | 25             |    |
| 1979     | 4   | 1   | 11  | 1   | 1    | 1    | 2   |     | 1      | 1      |     |     | 2   | 1   |     |     |     |     |     |     |      |      |     |     |      |      |      |      |      |      | 42             |    |
| 1980     | 5   |     | 11  |     | 5    |      | 6   |     | 2      |        |     |     | 5   | 1   |     |     |     |     |     |     |      |      |     |     |      |      |      |      |      |      | 44             |    |
| 1981     | 6   |     | 16  |     |      | 2    | 6   |     | 3      |        |     |     | 6   | 1   |     | 1   |     |     |     |     |      |      |     |     |      |      |      |      |      |      | 33             |    |
| 1982     | 7   |     | 23  |     |      | 1    | 3   |     | 1      |        |     |     | 7   | 1   | 1   | 2   |     |     |     | 1   |      |      |     |     |      |      |      |      |      |      | 44             |    |
| 1983     | 1   |     | 11  |     | 8    |      | 1   |     | 2      |        |     |     | 6   | 1   |     |     |     |     |     |     |      |      |     |     |      |      |      |      |      |      | 24             |    |
| 1984     | 6   |     | 16  |     | 5    |      | 3   |     | 3      |        |     |     | 8   | 2   |     | 1   |     |     |     |     |      |      |     |     |      |      |      |      |      |      | 30             |    |
| 1985     | 8   |     | 22  |     | 5    |      | 3   |     | 3      |        |     |     |     | 1   |     |     |     |     |     |     |      |      |     |     |      |      |      |      |      |      | 36             |    |
| 1986     | 5   | 1   | 18  |     | 5    | 2    | 4   |     | 5      |        |     |     |     |     |     |     |     |     |     |     |      |      |     |     |      |      |      |      |      |      | 49             |    |
| 1987     | 17  |     | 23  |     | 2    | 2    | 8   |     | 5      |        |     |     |     |     |     | 1   |     |     |     |     |      |      |     |     |      |      |      |      |      |      | 48             |    |
| 1988     | 12  |     | 16  |     | 3    | 2    | 5   |     | 1      |        |     |     | 1   | 3   | 3   |     |     |     |     |     |      |      |     |     |      |      |      |      |      |      | 42             |    |
| 1989     | 10  |     | 17  |     | 5    | 1    | 9   |     | 5      |        |     |     |     |     | 2   | 3   |     |     |     |     |      |      |     |     |      |      |      |      |      |      | 46             |    |
| 1990     | 8   |     | 14  |     | 3    | 1    | 7   |     | 9      |        |     |     |     | 2   | 2   | 2   |     |     |     |     |      |      |     |     |      |      |      |      |      |      | 39             |    |
| 1991     | 11  |     | 14  | 1   | 5    | 1    | 13  |     | 9      | 1      |     |     |     |     | 3   | 2   |     |     |     |     |      |      |     |     |      |      |      |      |      |      | 51             |    |
| 1992     | 18  |     | 19  |     | 8    | 2    | 13  |     | 3      |        |     |     |     |     | 2   |     |     |     |     |     |      |      |     |     |      |      |      |      |      |      | 56             |    |
| 1993     | 16  |     | 16  |     | 11   |      | 11  |     |        |        |     |     |     |     | 8   |     |     | 2   |     |     |      |      |     |     |      |      |      |      |      |      | 53             |    |
| 1994     | 8   |     | 16  |     | 9    |      | 7   |     | 3      |        |     |     | 9   | 2   | 10  | 2   | 3   | 1   |     |     |      |      |     |     |      |      |      |      |      |      | 56             |    |
| 1995     | 13  |     | 20  |     | 7    |      | 6   |     | 9      |        |     |     | 9   |     | 11  | 1   | 5   |     |     |     | 3    | 1    |     | 2   |      |      |      |      |      |      | 47             |    |
| 1996     | 11  |     | 13  |     | 8    | 1    | 7   |     | 14     | 1      |     |     | 9   |     | 17  | 1   | 7   | 1   |     |     | 1    | 2    |     |     |      |      |      |      |      |      | 47             |    |
| 1997     | 8   |     | 16  |     | 15   |      | 5   |     | 5      |        |     |     | 7   |     | 12  | 1   | 5   | 1   |     |     |      | 3    |     |     |      |      |      |      |      |      | 49             |    |
| 1998     | 6   |     | 8   |     | 9    |      | 11  |     | 5      |        | 2   |     | 6   | 3   | 17  | 1   | 1   | 3   |     |     | 1    | 2    |     |     |      |      |      | 1    |      |      | 43             |    |
| 1999     | 10  |     | 16  |     | 8    |      | 16  |     | 2      |        |     |     | 2   |     | 10  | 3   | 2   | 1   |     |     |      | 1    |     |     |      |      | 1    |      |      |      | 46             |    |
| 2000     | 7   |     | 14  |     | 6    |      | 7   | 1   |        |        |     |     | 14  | 1   | 10  | 2   | 9   | 3   |     | 3   | 9    | 2    |     |     |      | 1    |      |      |      | 1    | 50             |    |
| 2001     | 8   |     | 14  |     | 7    |      | 8   |     | 1      |        |     |     | 17  | 1   | 9   |     | 12  |     |     | 2   | 7    | 1    |     | 1   |      |      |      |      | 2    |      | 47             |    |
| 2002     | 7   |     | 7   | 1   | 7    |      | 2   |     | 1      |        |     |     | 15  | 1   | 9   |     | 10  |     |     |     | 4    | 3    |     |     |      |      |      |      | 2    | 1    | 38             |    |
| 2003     | 6   |     | 9   |     | 5    |      | 8   |     | 4      |        |     |     | 13  | 1   | 12  |     | 14  |     |     |     | 6    |      | 2   |     |      |      |      |      | 2    | 1    | 47             |    |
| 2004     | 3   |     | 5   |     | 7    |      | 9   |     | 1      |        |     |     | 17  |     | 13  |     | 24  |     |     |     | 4    | 2    |     |     |      |      |      |      | 1    |      | 48             |    |
| 2005     | 5   |     | 11  |     | 13   |      | 7   |     | 2      |        |     |     | 13  |     | 16  |     | 10  |     |     |     | 6    | 1    |     |     |      |      |      |      |      | 1    | 50             |    |
| 2006     | 8   |     | 10  |     | 6    |      | 16  |     | 3      |        |     |     | 12  | 2   | 19  | 1   | 8   |     |     |     |      | 3    |     |     |      |      |      |      |      |      | 40             |    |
| 2007     | 9   |     | 10  |     | 7    |      | 14  |     | 2      |        |     |     | 11  |     | 16  |     | 11  |     |     |     | 4    | 2    |     |     |      |      |      | 1    |      |      | 39             |    |
| 2008     | 12  |     | 4   |     | 11   |      | 15  |     | 3      |        |     |     | 14  |     | 14  | 2   | 14  | 1   | 1   | 2   | 5    | 2    |     |     |      | 2    |      |      |      |      |                | 39 |
| Total    | 260 | 4   | 431 | 8   | 183  | 17   | 219 | 1   | 104    | 3      | 2   | 0   | 189 | 24  | 202 | 24  | 121 | 12  | 0   | 6   | 45   | 23   | 2   | 3   | 0    | 1    | 1    | 2    | 7    | 4    | 1497           |    |

### Castillos conseguidos
| Castillo                 | Descargado                               | Cargado                                         |  |  |
| 4 de 8 amb agulla        |                                          | 09-11-2008 - Barcelona (Plaza Valentí Almirall) |  |  |
| Pilar de seis            | 26-10-2008 - Molins de Rey               |                                                 |  |  |
| 5 de 8                   | 21-09-2003 - Barcelona (Plaza San Jaime) |                                                 |  |  |
| 3 de 9 con folre         | 23-09-2001 - Barcelona (Plaza San Jaime) |                                                 |  |  |
| Pilar de siete con folre |                                          | 26-11-2000 - Villanueva y Geltrú                |  |  |
| 3 de 9 con folre         |                                          | 19-10-2000 - Tarrasa                            |  |  |
| 4 de 4 con folre         | 24-09-1999 - Barcelona (Plaza San Jaime) |                                                 |  |  |
| 4 de 9 con folre         |                                          | 22-11-1998 - Tarrasa                            |  |  |
| 9 de 7                   |                                          | 1998 - Barcelona - (Clot)                       |  |  |
| 5 de 8                   |                                          | 05-11-1995 - Cornellá de Llobregat              |  |  |
| 2 de 8 con folre         | 24-09-1995 - Barcelona (Plaza San Jaime) |                                                 |  |  |
| 2 de 8 con folre         |                                          | 09-07-1995 Barcelona (Plaza Rius y Taulet)      |  |  |
| 3 de 8                   | 06-11-1994 - Cornellá de Llobregat       |                                                 |  |  |
| 3 de 8                   |                                          | 24-09-1993 Barcelona (Plaza San Jaime)          |  |  |
| Pilar de seis            |                                          | 11-09-1982 - Banyeres del Penedès               |  |  |
| 4 de 8                   | 31-07-1982 - Villafranca del Panadés     |                                                 |  |  |
| 4 de 8                   |                                          | 24-09-1981 Barcelona (Plaza San Jaime)          |  |  |
| 3 de 7 alzado por debajo | 1979 - Villafranca del Panadés           |                                                 |  |  |
| 2 de 7                   | 01-09-1979 - Santa Coloma de Gramanet    |                                                 |  |  |
| 5 de 7                   |                                          | 10-09-1978 - Altafulla                          |  |  |
| 4 de 7 con la aguja      | 29-09-1974 - Tarragona                   |                                                 |  |  |
| 3 de 7                   | 07-11-1971 - Villafranca del Panadés     |                                                 |  |  |
| 4 de 7                   | 30-08-1971 - Villafranca del Panadés     |                                                 |  |  |
| Pilar de cinco           | 30-08-1970 - Villafranca del Panadés     |                                                 |  |  |

### Cronología de los castillos de 9
- 4 de 9 f (cargado) 2 de noviembre de 1998, en la Plaza Vieja de Tarrasa.
- 4 de 9 f 24 de septiembre (día de la Merced) de 1999 en la Plaza San Jaime de Barcelona.
- 3 de 9 f (cargado) 19 de noviembre del 2000 en Tarrasa.
- 3 de 9 f 23 de septiembre (día de la Merced) de 2001 en la Plaza San Jaime de Barcelona.
- 3 de 9 f 4 de noviembre del 2001, en la Plaça de l'esglèsia de Cornellá de Llobregat.
- 3 de 9 f (cargado) 22 de septiembre (día de la Merced) de 2002 en la Plaza Sant Jaime de Barcelona.
- 3 de 9 f 3 de noviembre del 2002 en Villafranca del Panadés
- 3 de 9 f 17 de noviembre del 2002 en Tarrasa.
- 3 de 9 f (cargado) 23 de noviembre del 2003 en Tarrasa.
- 3 de 9 f 28 de noviembre del 2004 en Villanueva y Geltrú.
- 3 de 9 f (cargado) 12 de octubre del 2005 en el barrio de les Corts de Barcelona
- 4 de 9 f (cargado) 18 de noviembre del 2007 en Tarrasa.

## Actuaciones destacadas
- 5de8, 3de9f, 2de8f, pde5, 21 de septiembre de 2003 en la Plaza San Jaime de Barcelona.[6]
- 5de8, 3de9f, 2de8f, pde5, 12 de octubre de 2003 en la Plaza Comas de Barcelona.[7]
- 4de9f (c), 2de8f (c), 9de7, 2 de noviembre de 1998 en Tarrasa.
- 3de9f, 2de8f, 4de8 i pde6 (c), 4 de noviembre de 2001 en Cornellá de Llobregat[8]

## Los Jefes de Colla
Señaladas con un asterisco, las temporadas con más de un Jefe de Colla.
| Nombre              | Periodo                |
| ------------------- | ---------------------- |
| Josep Sala          | 1969-1976 i 1986*      |
| Pere Rovira         | 1977-1984 i 1990       |
| Josep Maria Esteban | 1985                   |
| Eloi Abad           | 1986*                  |
| Albert Regola       | 1987-1989 i 1991-1992* |
| Antoni Caus         | 1992*-1993 i 1998      |
| Jaume Montolio      | 1994-1995 i 2000-2001* |
| Joan Penas          | 1996                   |
| Josep Dávila        | 1997 i 1999            |
| Frederic Planas     | 2001*-2002             |
| Sergi Renedo        | 2003-2005              |
| Sergi Brió          | 2006                   |
| Eva Baró            | 2007-2008              |
| Sergi Udina         | 2009                   |

## Otras actividades
Aparte de las horas de ensayo, de convivencia en el local social y de las actuaciones, los Castellers de Barcelona realizan a lo largo del año toda una serie de actividades diversas y optativas para potenciar la unión, hermandad y diversión de la gente de la colla.
Algunas de estas actividades han quedado fijas a lo largo de los años y otras varían con tal de no repetir cada año las mismas actividades.

### Fijas
- Carnavales, comparsa de la pandilla al desfile del barrio y concurso de disfraz libre de la colla - febrero

- Calçotada - marzo

- Butifarrada popular - mayo

- Concurso de castillos de arena - junio

- Colonias de verano para los niños de la colla - agosto

- Castañada - octubre

- La fiesta de los Dulzaineros - noviembre

- Tió para los niños de la colla - diciembre

- Celebración del Día de la colla (3 días seguidos de actividades, fiesta y conciertos) - diciembre

- Matinades con los grallers y timbalers de Barcelona por las fiestas de la Merced (septiembre) y del Clot (noviembre).

- Partidos de fútbol.

### Esporádicas
- Entierro de la Sardina - febrero
- Salidas a Parques acuáticos
- Paintball
- Participación a torneos de baloncesto y fútbol entre pandillas.
- Gincana popular en el barrio del Clot
- Colonias para la colla
- Salidas a Montserrat.
- Subir a la Pica d'Estats, al Pedraforca y el Puigmal.
- Ráfting
- Visitas a Museos
- Cata de vinos
- Salidas a PortAventura World
- Actuaciones en el extranjero
- Charlas abiertas a todo-se sobro varios temas relacionados con el mundo casteller.
- Cursillos de gralla y timbal.

## Apadrinamientos
Los Castellers de Barcelona por circunstancias históricas, geográficas y por implicación con el mundo de los castillos, és una de les collas que más collas nuevas ha apadrinado al largo de su historia
| - Bordegassos de Vilanova (1972) - Castellers de la Roca (1975) - Minyons de Terrassa (1979) - Vailets de Gelida (1985) - Castellers de Cornellà (1991) | - Xics de Granollers (1991) - Castellers de Sants (1993) - Castellers de Lleida (1995) - Capgrossos de Mataró (1996) - Castellers de Sant Cugat (1996) | - Colla Castellera de Figueres (1997) - Castellers del Riberal (1997) - Castellers de Cerdanyola(1998) - Nyeros de la Plana (1999) |

## Publicaciones
- Libro: "Castellers de Barcelona, 35 años. Barcelona: Un siglo y medio de castells" 2004, Raimon Cervera, Josep Dàvila y Claudi Dòmper, Ed. DUX.[10]
- Revista bianual: "URC - Una Revista Castellera"
- Boletín interno: "BOC - Boletín Oficial de la Colla"
- Anuario: "Anuari 04" 2004, Claudi Dómper y Jordi Torallas.